# エクトル・クーペル
エクトル・ラウル・クーペル（Héctor Raul Cúper、1955年11月16日 - ）は、アルゼンチン・サンタフェ州出身の元サッカー選手、現サッカー指導者。現役時代のポジションはDF（センターバック）。アルゼンチン代表であった。

## 経歴

### 選手時代
アルゼンチン・リーグのフェロカリル・オエステ、インデペンディエンテ・リバダビアそしてCAウラカンの3つのチームでプレーし、アルゼンチン代表としても5試合に出場した。

### 指導者時代

#### アルゼンチン時代
現役引退から1年半後、CAウラカンの監督に就任して指導者としての経歴をスタートさせ、CAウラカンを3年率いた。1995年にはCAラヌース監督に就任し、1996年にはコパCONMEBOL優勝を果たした。

#### スペインでの成功
1997年に海を渡り、スペイン・リーガ・エスパニョーラのRCDマヨルカ監督に就任した。就任初年度の1997-98シーズンにはプリメーラ・ディビシオン（1部）に昇格したばかりのRCDマヨルカをリーグ5位に押し上げ、コパ・デル・レイでは決勝に導いた（FCバルセロナに敗れて準優勝に終わった）。1998年夏に行われたスーペルコパ・デ・エスパーニャではFCバルセロナに雪辱を遂げて優勝した。1998-99シーズンにはUEFAカップウィナーズカップに出場し、準決勝ではスコットランドのハート・オブ・ミドロシアンFCを破って決勝に進出したが、決勝でイタリアのSSラツィオに敗れた。同シーズンのリーグ戦ではリーグ最小失点の堅い守備の下、FCバルセロナとレアル・マドリードに次ぐクラブ史上最高の3位に躍進し、翌シーズンのUEFAチャンピオンズリーグ出場権を獲得した。
1999年夏にはバレンシアCF監督に就任し、堅守を基調としてサイドからのダイナミックなカウンターアタックを武器に、1999-2000シーズンと2000-01シーズンの2シーズン連続でUEFAチャンピオンズリーグの決勝に進出した。しかし、初年度は同じスペインのレアル・マドリードに、2年目はドイツのバイエルン・ミュンヘンに敗れ、RCDマヨルカ時代から続く決勝の壁を跳ね返せなかった。

#### インテル
2001年には低迷していたイタリア・セリエAのインテル監督に就任し、2001-02シーズンのリーグ戦は3位、2002-03シーズンのリーグ戦は2位とまずまずの成績を残した。試合中にピッチ上でタバコを吸いながら指揮をしている。2002-03シーズンのUEFAチャンピオンズリーグでは準決勝に進出したが、ライバルのACミランにアウェーゴール差で敗れてベスト4に終わった。2003-04シーズンは6節終了時に8位と期待を裏切り、成績不振により解任された。

#### スペイン再挑戦
契約に関してインテルと揉め、解任から1年間はどのクラブも率いなかったが、2004-05シーズン途中に再びRCDマヨルカ監督に就任した。シーズン開幕から10試合を終え、RCDマヨルカは既に降格圏内に位置していたが、一時は残留を絶望視されていたチームを建て直し、終盤は大久保嘉人らの活躍で快進撃を続け、劇的な残留に成功した。2004-05シーズンはプリメーラ・ディビシオン残留を決め、2005年夏には多くの新加入選手を迎えたが、2005-06シーズンは再び残留争いに巻き込まれ、2006年2月に成績不振の責任を取ってRCDマヨルカ監督を辞任した。2007年夏にはレアル・ベティスの監督に就任したが、12月2日のアトレティコ・マドリード戦敗戦後に成績不振により解任された。

#### パルマFCとジョージア代表での迷走
2008年3月11日、 ドメニコ・ディ・カルロ監督の後任として残留を目指すセリエAのパルマFC監督に就任したが、2ヶ月間で10試合を戦って2勝しかできず、古巣インテルとの最終節を前にして解任された。結局、パルマFCはセリエB（2部）に降格した。2008年8月1日にはジョージア代表監督に就任したが、在任期間中に1勝も挙げることができず、2009年末の契約満了とともに退任した。

#### ギリシャでの復活
2009年11月3日、ギリシャ・スーパーリーグのアリス・テッサロニキと1年契約を結んだ。同年12月15日には契約を2011年6月まで延長した。リーグ戦では5位となり、欧州カップ戦出場権を懸けたプレーオフではオリンピアコスFCを上回る3位となって、クラブ史上初のUEFAヨーロッパリーグ出場権を獲得した。同シーズンのギリシャ・カップでは決勝に進出したが、パナシナイコスFCに敗れて準優勝に終わった。2010-11シーズンのUEFAヨーロッパリーグ・グループリーグでは前年度覇者のアトレティコ・マドリードから2勝するなどし、6試合で勝ち点10を挙げて決勝トーナメントに進出した。しかし、同シーズンのリーグ戦では中位にとどまり、2011年1月に責任を取って辞任した。

#### 3度目のスペイン挑戦
2011年6月29日、マルセリーノ・ガルシア・トラル監督の後任としてラシン・サンタンデールと1年契約を結んだ。しかし2011-12シーズンは開幕から13試合でわずか1勝しか挙げられずに最下位に低迷し、成績不振により11月29日に辞任した。

#### トルコへ
2011年12月9日にトルコ1部のオルドゥスポル監督に就任。

#### エジプト代表
2015年3月2日、エジプト代表の監督に就任し、ワールドカップへの本戦出場に貢献した。しかしグループリーグでの結果が目立たず、契約が更新されないままこの年で解任された。

#### ウズベキスタン代表
2018年8月2日、ウズベキスタン代表の監督に就任した。AFCアジアカップ2019ではベスト16進出に貢献することができた。しかし同年9月、2022 FIFAワールドカップ・アジア予選でパレスチナ代表との試合で2-0という敗戦のスタートを切ってしまい、23日に解任が発表された。

#### シリア代表
2023年2月、シリア代表の監督に就任した。就任後初の試合となった同年3月のタイ代表戦で勝利を収める。その後はベトナム代表とバーレーン代表に敗戦し2連敗。3試合勝利なしと苦しんだ。 
2024年6月11日、 エディオンピースウイング広島で行われたFIFAワールドカップ26アジア2次予選兼AFCアジアカップサウジアラビア2027予選で日本代表と対戦した。結果は5-0と惨敗。第5節終了時点で3位の北朝鮮代表と1ポイント差で2位に付けていたシリアは、この後に行われる北朝鮮代表vsミャンマー代表で北朝鮮が敗れた場合、突破の可能性はあったものの北朝鮮代表が3-1で勝利したため、二次予選敗退が決定した。それに伴い、シリア代表の監督退任を表明した。

## 八百長問題
2012年1月20日、イタリア検察の取り調べに対し、アルゼンチンとスペインでの監督時に、それぞれ2試合ずつの八百長に関連し、20万ユーロの報酬を受けていたと認めていたことが、明らかになった。詳しい時期やクラブの名前は明らかになっていない。

## 代表歴

### 試合数
- 国際Aマッチ 3試合 0得点（1984年）[10]

| アルゼンチン代表 | 国際Aマッチ | 国際Aマッチ |
| 年               | 出場        | 得点        |
| ---------------- | ----------- | ----------- |
| 1984             | 3           | 0           |
| 通算             | 3           | 0           |

## タイトル

### 指導者
CAラヌース
- コパCONMEBOL : 1996

RCDマヨルカ
- スーペルコパ・デ・エスパーニャ : 1998

バレンシアCF
- スーペルコパ・デ・エスパーニャ : 1999